# ガス・ルイス
ガス・ルイス（Gus Lewis、1993年1月19日 - ）は、アメリカ合衆国生まれのイギリス人俳優。

## 来歴
アメリカ合衆国のニューヨークで生まれる。両親（ヘレナとアンドリュー）はイギリス人。セントバーナード幼稚園を卒園するまでアメリカで暮らし、その後はイギリスのロンドンに移り住み、ダルウィッチ小学校に通う。現在はロンドンにあるウェストミンスター・スクールに在籍中。IGCSE（イギリスの大学へ進学するための統一基準試験）の化学試験で130点満点中114点という高スコアを記録するなど、成績優秀である。

## 主な出演作品
- Asylum （2005年）Charlie Raphael役
- バットマン ビギンズ Batman Begins（2005年）8歳のブルース・ウェイン役
- I Shouldn't Be Aliveシリーズ - Ice Cave Survivor（2006年、テレビ番組）Matthew Couillard役
- The Shooting of Thomas Hurndall（2008年、テレビ番組）Freddy 役

## リンク
- ガス・ルイス - allcinema
- ガス・ルイス - KINENOTE
- ガス・ルイス - IMDb（英語）